# Mercedes-Benz EQS

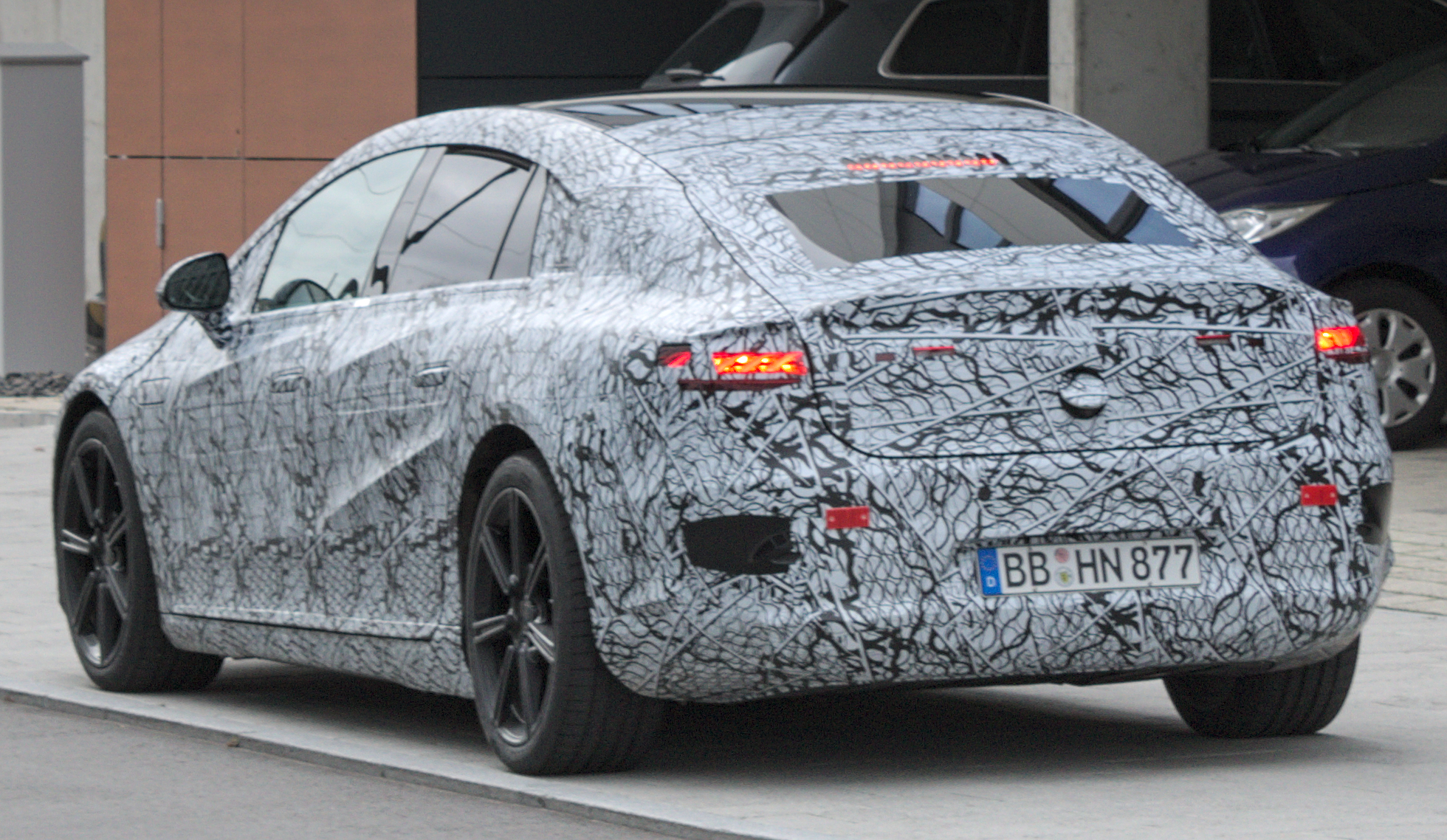
Mercedes-Benz EQS během testování v provozu

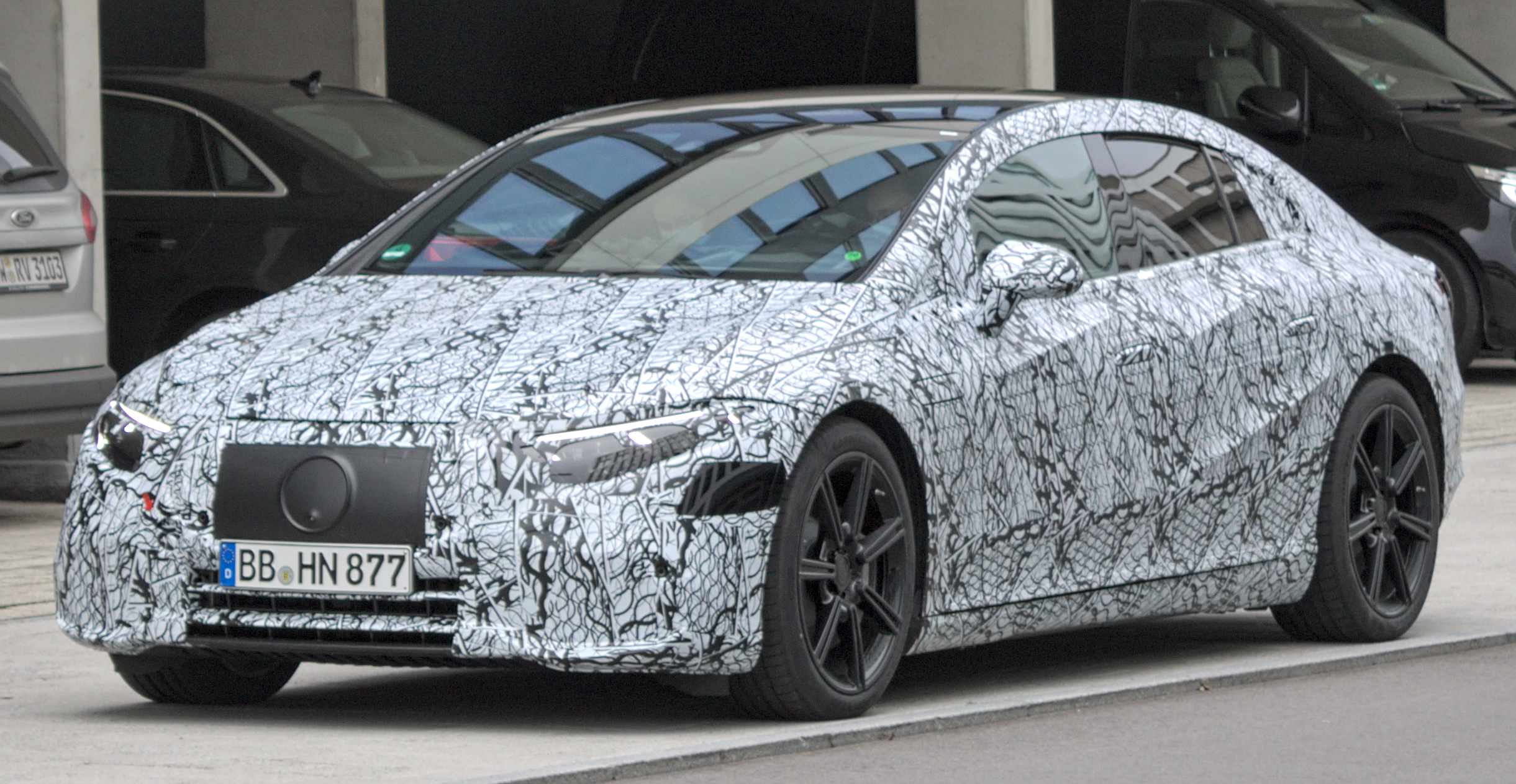
Mercedes-Benz EQS během testování v provozu

Mercedes-Benz EQS je elektromobil německé společnosti Mercedes-Benz. Byl představen 15. dubna 2021. Vychází z konceptu Mercedes-Benz vision EQS. Jde o elektrickou vlajkovou loď automobilky. Automobil je vyráběn v továrně v Hedelfingenu. Je součástí projektu EQ.
Palubní desce vozidla dominuje ultraširokoúhlý barevný dotykový displej MBUX Hyperscreen o úhlopříčce 56 palců. Automobil je 5216 milimetrů dlouhý, 1926 mm široký a 1512 mm vysoký. To jej činí jedním z největších vozů Mercedes-Benz. Dojezd automobilu je pak až 770 kilometrů.
Maximální průměr kol je 22 palců.

## Technologie
Automobil má audio systém Burmester, který tvoří 15 reproduktorů. Palubní desku tvoří velkoplošný displej MBUX Hyperscreen o úhlopříčce 56 palců, který se však dodáván jako příplatková výbava. U standardních vozů je palubní deska dotvářena třemi displeji. Tyto displeje při doteku vibrují, o což se stará 15 elektrických motorků, které jsou schované za displejem. Vozidlo řídí osmijádrový procesor. Automobil má operační paměť RAM 24 GB. V automobilu se nachází také 16 portů USB-C. Na příkaz "Hey Mercedes" se automaticky spustí hlasové ovládání infotainmentu vozidla.
Automobil je také vybaven sadou asistenčních systémů - například NHTSA nebo IIHS. Dalšími asistenčními systémy jsou například:
- Automatické nouzové brzdění s detekcí chodců
- Varování při opuštění jízdního pruhu a asistence při udržování v jízdním pruhu
- Monitorování mrtvého úhlu

Časem budou přidány i služby jako například úspora paliva a MPG v reálném světě nebo záruka a krytí údržby.

## Technické specifikace

### Rozměry[13]
- Délka: 5216 mm
- Šířka: 1926 mm
- Výška: 1512 mm
- Rozvor: 3210 mm
- Rozchod: 1667 mm
- Přední převis: 915 mm
- Zadní převis: 1091 mm
- Pohotovostní hmotnost: 2480 mm
- Počet míst: 5
- Počet dveří: 5
- Objem zavazadlového prostoru: 610 litrů

### Baterie
- Kapacita:
- Rychlost nabíjení: 11-22 kW
- Čas nabíjení 0-80%: 31 minut

### Jízdní vlastnosti[13]
- Maximální rychlost: 210 km/h
- Zrychlení 0–100 km/h: 4,3 sekundy
- Poloměr otáčení: 11,9 metru
- Maximální vytočení kol: 4,5° (za příplatek až 10°)
- Spotřeba:15,7 kWh/100 km - 21,8 kWh/100 km
- Dojezd: 770 km[14]

## Design

### Exteriér
Velká pozornost byla věnována světlometům.

### Interiér
Hlavní pozornost v interiéru byla kladena na širokoúhlý displej na palubní desce. většina míst je osvětlená. Díky velké délce automobilu je uvnitř hodně prostoru.

## Mercedes-Benz Vision EQS
Mercedes-Benz Vision EQS byl představen na autosalonu ve Frankfurtu nad Mohanem v roce 2019.

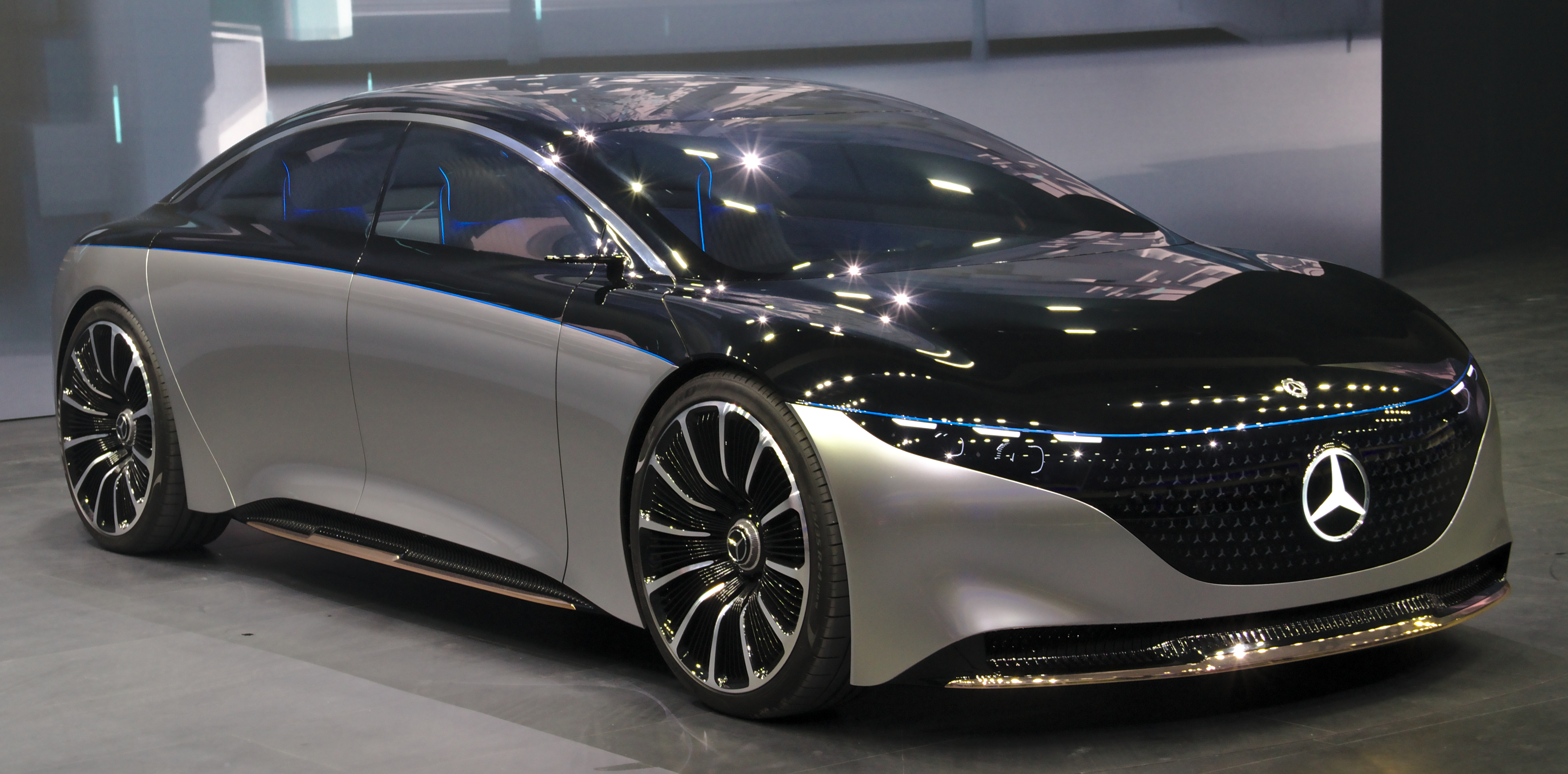
Mercedes-Benz Vision EQS
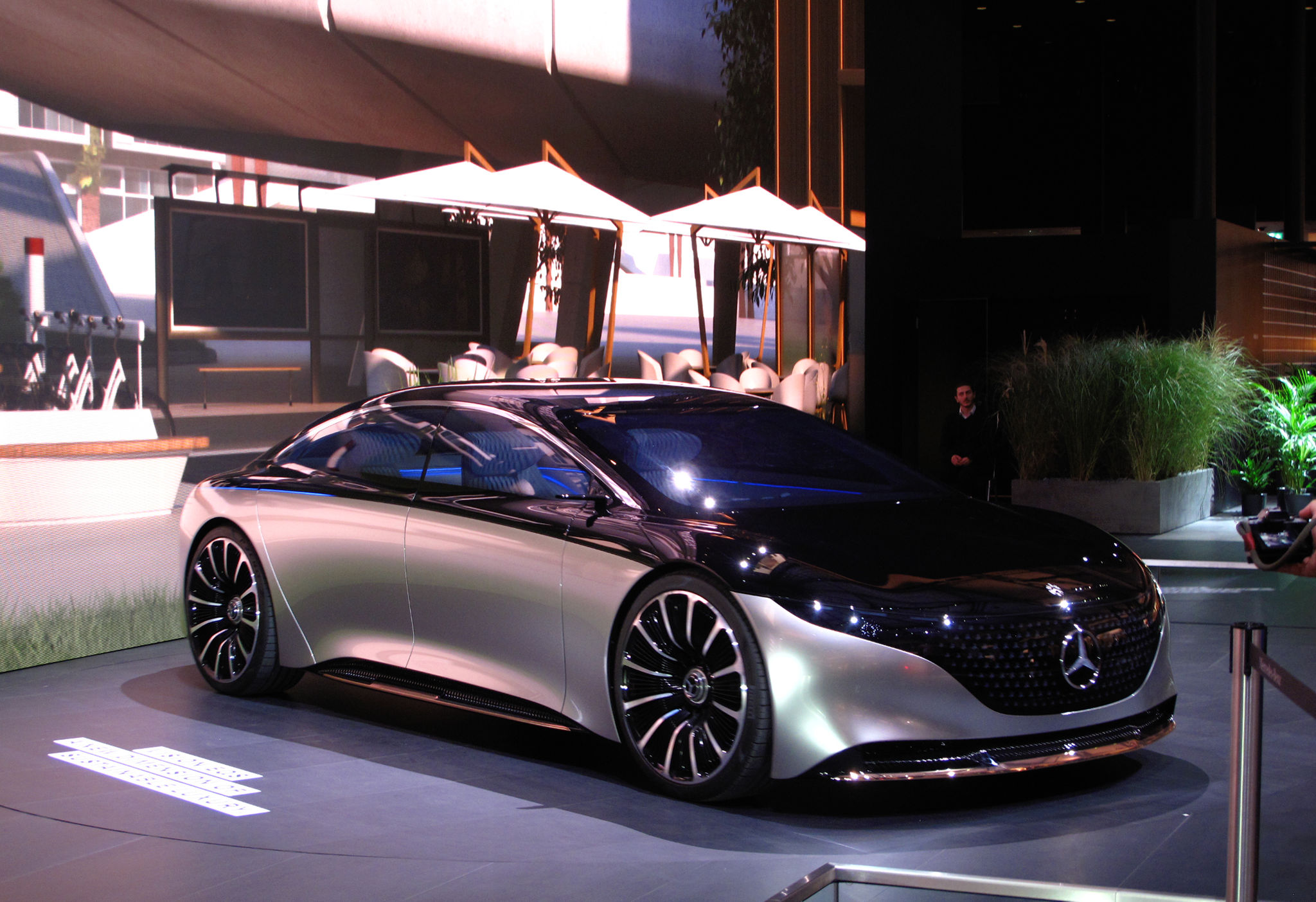
Mercedes-Benz Vision EQS
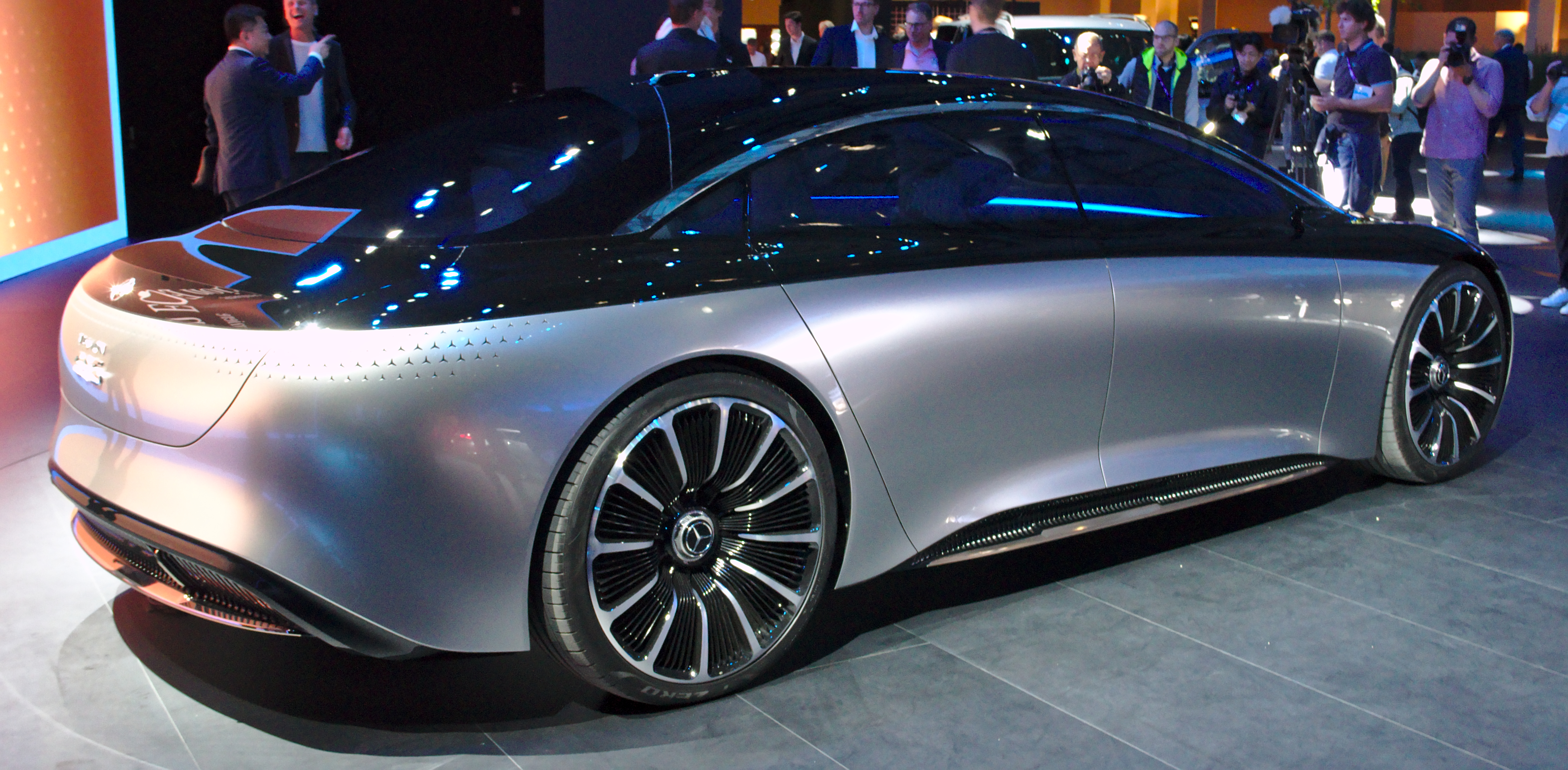
Mercedes-Benz Vision EQS